# Fernando González
Fernando Francisco González Ciuffardi ili kraće Fernando González (Santiago, 29. srpnja 1980.) je profesionalni tenisač iz Čilea. Nadimak mu je bombarder iz La Reine (Bombardero de la Reina). Osvajač je dva olimpijska odličja: zlata u parovima (Nicolás Massú) iz Atene 2004. i srebra pojedinačno iz Pekinga 2008.
Najbolji plasman na ATP listi mu je 5. mjesto (29. siječnja 2007.) u pojedinačnoj konkurenciji i 25. mjesto (4. srpnja 2005.) u konkurenciji parova. U dosadašnjoj karijeri osvojio je 11 turnira u pojedinačnoj konkurenciji i 3 turnira u konkurenciji parova. Prvi turnir osvojio je u Orlandu 7. svibnja 2000., a u finalu je svladao sunarodnjaka Massúa. Osim tih uspjeha, dvaput je osvajao i svjetsko momčadsko prvenstvo u tenisu (2003. i 2004.)

## Osvojeni turniri
| Legenda                |
| Grand Slam turniri (0) |
| ATP Masters (0)        |
| ATP serija 1000 (0)    |
| ATP serija 500 (0)     |
| ATP serija 250 (11)    |

| Titule (podloga) |
| Tvrda (2)        |
| Zemlja (8)       |
| Trava (0)        |
| Tepih (1)        |

| Br. | Nadenavk             | Turnir                 | Podloga   | Suparnik u finalu | Rezultat u finalu      |
| 1.  | 7. svibnja 2000.     | Orlando, SAD           | Zemlja    | Nicolás Massú     | 6:2, 6:3               |
| 2.  | 17. veljače, 2002.   | Viña del Mar, Čile     | Zemlja    | Nicolás Lapentti  | 6:3, 6:7(5), 7:6(4)    |
| 3.  | 29. rujna, 2002.     | Palermo, Italija       | Zemlja    | José Acasuso      | 5:7, 6:3, 6:1          |
| 4.  | 15. veljače, 2004.   | Viña del Mar, Čile     | Zemlja    | Gustavo Kuerten   | 7:5, 6:4               |
| 5.  | 16. siječnja, 2005.  | Auckland, Novi Zeland  | Tvrda     | Olivier Rochus    | 6:4, 6:2               |
| 6.  | 24. srpnja, 2005.    | Amersfoort, Nizozemska | Tvrda     | Agustín Calleri   | 7–5, 6–3               |
| 7.  | 30. listopada, 2005. | Basel, Švicarska       | Tepih (d) | Marcos Baghdatis  | 6:7(10), 6:3, 7:5, 6:4 |
| 8.  | 16. rujna, 2007.     | Peking, NR Kina        | Tvrda     | Tommy Robredo     | 6:1, 3:6, 6:1          |
| 9.  | 3. veljače, 2008.    | Viña del Mar, Čile     | Zemlja    | Juan Mónaco       | bez borbe              |
| 10. | 4. svibnja, 2008.    | München, Njemačka      | Zemlja    | Simone Bolelli    | 7:6(4), 6:7(4), 6:3    |
| 11. | 8. veljače, 2009.    | Viña del Mar, Čile     | Zemlja    | José Acasuso      | 6:1, 6:3               |

## Vanjske poveznice
- ATP profil